# Eddie Palmieri
Eddie Palmieri (15. prosince 1936 New York – 6. srpna 2025) byl americký klavírista. Svou kariéru zahájil v polovině padesátých let, kdy hrál například s Johnnym Seguiem a Titem Rodríguezem. Později hrál v několika skupinách a začal vydávat alba pod svým jménem. Za své album The Sun of Latin Music z roku 1974 získal cenu Grammy. Jeho starší bratr Charlie Palmieri se také věnoval hudbě.